# Rebutia fabrisii
Rebutia fabrisii är en kaktusväxtart som beskrevs av Walter Rausch. Rebutia fabrisii ingår i släktet Rebutia och familjen kaktusväxter. Inga underarter finns listade i Catalogue of Life.

## Bildgalleri

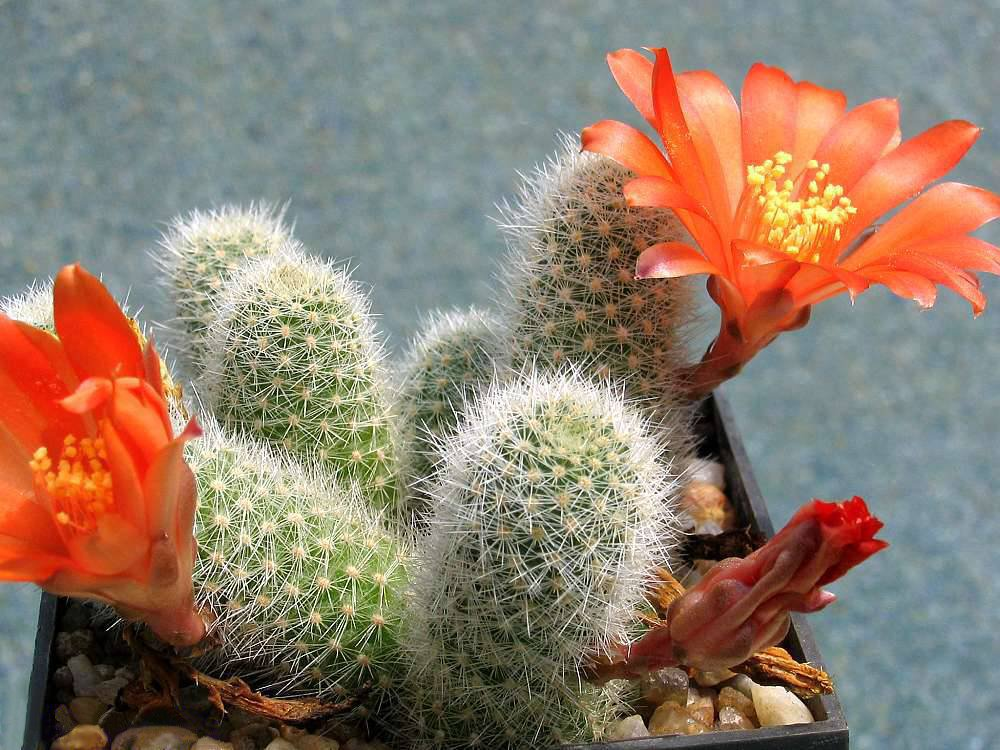
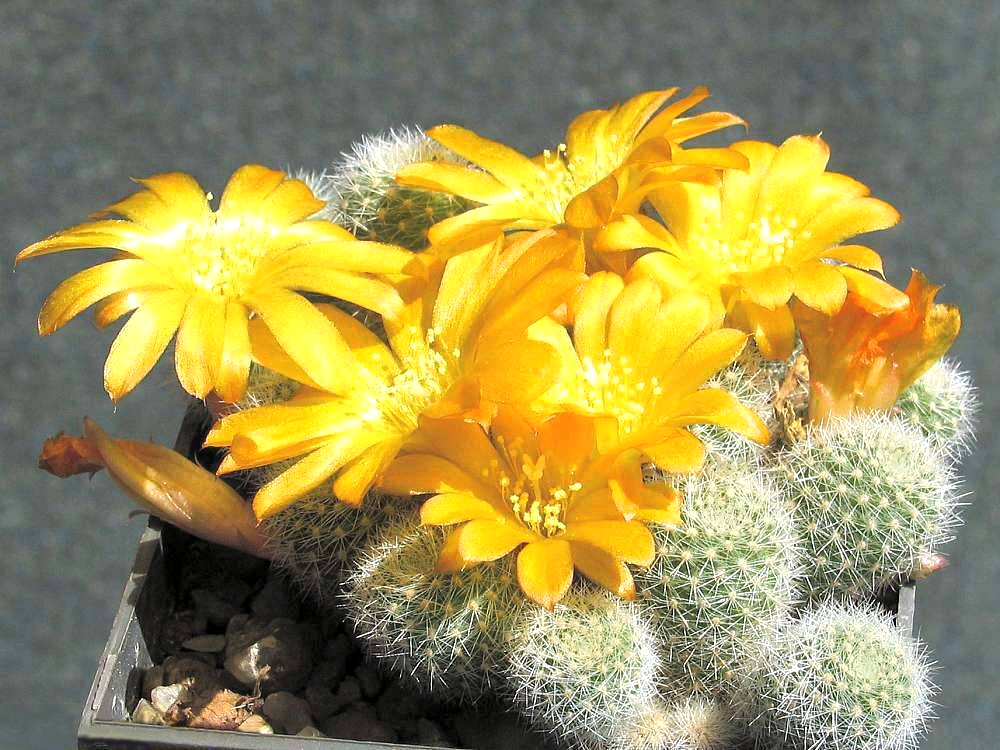
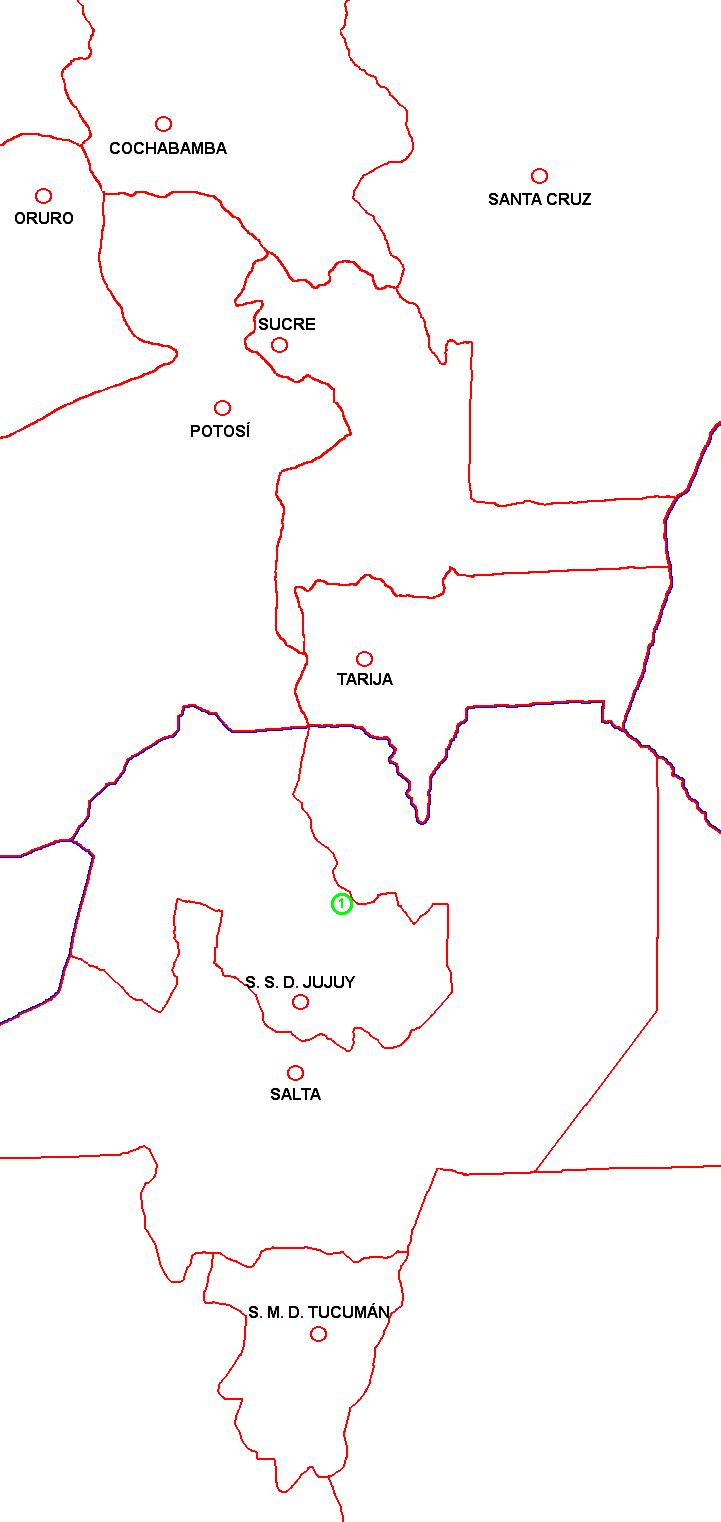
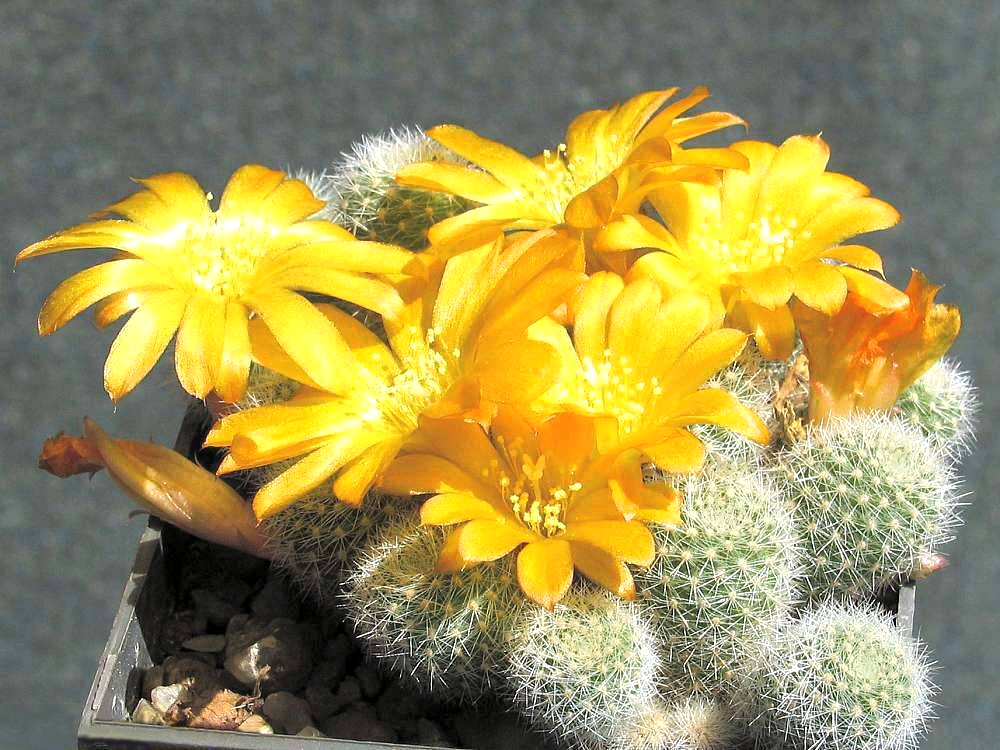